# MO-Sm-S 39 U trigonometru
MO-Sm-S 39 „U trigonometru“ je dělostřelecký srub dělostřelecké tvrze Smolkov v okrese Opava. 
Betonáž objektu proběhla v polovině roku 1937 firmou Ing. Alois Beneš a spol., Přerov. Osádku tvořilo 86 vojáků. Hlavní výzbrojí měla tvořit trojice 10cm houfnic vz. 38 (v kódovém označení ŘOP zbraň Y), které byly namířeny severovýchodním směrem na Opavu a měly dostřelit i na plánovanou tvrz Šibenice. Stejně jako ostatní objekty tvrze neměl svůj vlastní vstup, disponoval ovšem únikovým východem do diamantového příkopu. V době mnichovské krize nebyl ještě nebyl plně vybaven, a proto byly před objektem improvizovaně instalovány pod dřevěné stříšky 7,5cm horské kanóny vz. 15. Bezprostřední ochranu toho objektu zabezpečovaly lehké kulomety vz. 26 ve dvou pancéřových zvonech na levé a pravé straně srubu a jeden lehký kulomet pod betonem, chránící příkop.
Po záboru pohraničí v říjnu 1938 připadla tvrz Smolkov i s objektem MO-S 39 nacistickému Německu, které z něj vytrhlo oba zvony. Později na něm německá armáda prováděla rozsáhlé zkoušky prostřelování a bombardování, např. zda ocelová síť, natažená přes objekt, zachytí bomby shozené z letadel.
Od 50. let 20. století funguje tvrz Smolkov jako skladiště československé, a později české armády, takže její interiér není veřejnosti přístupný. Přes povrch tvrze, přímo kolem objektu MO-S 39, vede zelená turistická značka.